# Wilhelm Struve
Wilhelm Struve (ur. 21 grudnia 1895 w Kassel, zm. 1971 w Hamburgu) – SA-Oberfuhrer, od 16 października 1942 pełnomocnik Fritza Sauckela do spraw wysyłki sił roboczych z Generalnego Gubernatorstwa do III Rzeszy, od stycznia 1943 roku prezydent głównego wydziału pracy (niem. Hauptabteilung Arbeit) w GG.